# 銀音速
銀音速，是日本純種競賽馬匹 。生涯活躍於長途賽事，曾奪得2022年長途馬錦標冠軍，亦於2023年遠征沙特阿拉伯勝出紅海草地讓賽。

## 出賽前
2016年3月22日出生於北海道千歲市社台牧場，成長途中於一口馬主俱樂部Shadai Race Horse Co. Ltd.進行馬主募集。
其後交由栗東訓練中心練馬師池江泰壽訓練。

## 競賽生涯

### 3歲
2019年1月20日出戰京都競馬場3歲新馬戰，於比賽途中保持於有利位置下在直路進行加速，最終以第二完賽。
其後增程出戰兩場3歲未勝利戰均取得第二，最終在6月第三度出戰3歲未勝利戰下成功於直路發揮表現取得首勝。
其後於年間再出戰兩場捷馬戰國東特別及兵庫特別，均於其中跑出不俗的末腳速度成功奪魁。

### 4歲
2020年其主要以三捷馬戰作為目標，然而未能勝出任何一場賽事，最佳戰績為於烏丸錦標取得季軍。

### 5歲
2021年大部份時間均繼續出戰三捷馬戰，並成功於六月錦標中取勝，隨即進級公開組。
稍為休養過後於10月出戰公開賽十月錦標，比賽途中選擇於先頭位置推進，進入直路後雖然一度表現出不俗的衝刺，但其後被其他對手超越下僅以第五完賽。
12月4日出戰長途馬錦標，為其首次出戰分級賽。比賽開始後，其迅速搶佔位置於第三左右展開推進，並於通過第第二圈第三彎道時逐步向前閃入內欄。進入直路後，其繼續於所在位置進行加速，可惜未能追上領放馬鐵甲巴魯下再被神聖之力超越，最終獲得第三。

### 6歲
2022年首戰為表列賽萬葉錦標，縱然其於直路表現不俗，但仍然未能做出進一步突破，最終以第三的戰績完賽。
其後出戰阪神大賞典，本次比賽停留於中團靠前位置下於後半段開始加速進佔前往位置，但於直路未能施展最佳的表現，最終敗於緣厚情摯及鐵甲巴魯下再度獲得第三。
5月1日出戰春季天皇賞，然而於出閘後隨即失去平衡並將鞍上的騎師川田將雅甩落馬背，因而被判處比賽中止。然而即管未有鞍上騎師的指揮，銀音速仍然自行於賽道上跟隨其他賽駒奔跑，甚至於賽後突然以背越式跳高的姿態翻越賽道外圍的欄杆並以背部着地，所幸其後可以自行站立並於檢查後確認未有大礙。是次賽事，雖然銀音速被判比賽中止，但其於賽後翻越欄杆的影片於社交媒體平台Twitter（今X）及影音發佈平台Niconico動畫上廣為流傳，因而其知名度被進一步推高。
春季天皇賞過後原定以目黑紀念作為目標，但左前腳出現骨瘤下避戰並前往宮城縣山元町山元訓練中心進行治療。
狀態康復後陣營安排其角逐阿根廷共和國盃，但由於獎金不足而於抽籤階段被排除於出賽名單外，因而改為直接出戰12月3日的長途馬錦標。比賽開始後，其於初段放慢速度採取居中戰術，一直保持於第七左右的位置逐步推進。進入直路後，其閃入內欄位置並由馬群中央穿插，最終成功突破之下以3/4馬位戰勝後方追擊的金飛羽取得首個分級賽冠軍。

### 7歲
2023年年初以沙特阿拉伯的紅海草地錦標作為首戰，比賽途中一直保持於內欄有利位置推進以減省體力消耗，並於直路初段進入加速狀態。進入直路後，其隨即以優秀的反應不斷發力衝出，最終超越前往所有賽駒下以2 1/2馬位優勢取得冠軍，同時亦和祖父黃金旅程（2001年杜拜司馬經典賽及香港瓶）及父系黃金巨匠（2012及2013年福伊錦標）達成祖孫三代海外分級賽制霸。
返回日本後以春季天皇賞作為目標，本次比賽選擇保持於較後的位置等待時機，並於比賽途中以稍慢的節奏推進。進入直路後，其迅速由有利位置展開加速，最終僅不敵前方的駿天宮及緣厚情摯取得第三。
完成春季天皇賞後原定遠征澳洲出戰墨爾本盃，但左前腳球節出現腫脹的情況下陣營決定安排其避戰並進入放草。

### 8歲
2024年以阪神大賞典作為年度首戰，由4年前曾夥拍過的武豐策騎。比賽開始後，其於中後方位置等待時機，但全程處於外檔無遮擋的位置下未能保留體力，最終於直路上未能成功衝出，僅以第十一名完賽。
完成阪神大賞典後出戰春季天皇賞，比賽途中保持於中團外檔位置穩步推進，但於直路上未有對騎師的指揮有任何反應，最終無法順利加速之下逐漸被其他對手超越，以第十六大敗。
而於春季天皇賞賽後，其更被發現腳部還有嚴重的韌帶炎，最終陣營經過商討後安排其退役，並於5月26日公佈消息。

### 詳細賽績
| 日期       | 舉辦國家   | 馬場     | 距離   | 級別 | 賽事名稱     | 負重 | 騎師       | 馬號 | 出馬 | 名次     | 時間     | 頭馬（二馬）     |
| ---------- | ---------- | -------- | ------ | ---- | ------------ | ---- | ---------- | ---- | ---- | -------- | -------- | ---------------- |
| 20/1/2019  | 日本       | 京都     | 草1600 |      | 3歲新馬      | 56   | 松山弘平   | 5    | 16   | 2        | 1:37.6   | Andraste         |
| 24/2/2019  | 日本       | 小倉     | 草1800 |      | 3歲未勝利    | 56   | 藤岡康太   | 14   | 16   | 2        | 1:48.4   | Black Badge      |
| 12/5/2019  | 日本       | 京都     | 草1800 |      | 3歲未勝利    | 56   | 艾道拿     | 10   | 13   | 2        | 1:48.1   | Jun Sarobetsu    |
| 2/6/2019   | 日本       | 阪神     | 草1800 |      | 3歲未勝利    | 56   | 藤岡康太   | 7    | 17   | 1        | 1:48.2   | （萩野摯友）     |
| 27/7/2019  | 日本       | 小倉     | 草2000 |      | 國東特別     | 54   | 川田將雅   | 3    | 11   | 1        | 1:59.3   | （Ritmicamente） |
| 29/9/2019  | 日本       | 阪神     | 草2400 |      | 兵庫特別     | 53   | 松山弘平   | 3    | 9    | 1        | 2:24.9   | （Wissen）       |
| 11/1/2020  | 日本       | 中山     | 草2200 |      | 迎春錦標     | 56   | 田邊裕信   | 2    | 13   | 5        | 2:15.0   | 壯偉萬島         |
| 19/4/2020  | 日本       | 阪神     | 草2400 |      | 御堂筋錦標   | 57   | 藤井勘一郎 | 6    | 8    | 5        | 2:27.9   | 杏濃酒           |
| 24/5/2020  | 日本       | 京都     | 草2400 |      | 烏丸錦標     | 57   | 松田大作   | 15   | 16   | 3        | 2:25.6   | 妙小姐           |
| 13/6/2020  | 日本       | 東京     | 草2400 |      | 六月錦標     | 55   | 武豐       | 4    | 18   | 6        | 2:33.9   | 山嶺寶穴         |
| 31/1/2021  | 日本       | 中京     | 草2200 |      | 美濃錦標     | 57   | 岩田望來   | 1    | 15   | 4        | 2:14.0   | 沉醉節拍         |
| 27/2/2021  | 日本       | 阪神     | 草3200 |      | 松籟錦標     | 55   | 岩田望來   | 4    | 14   | 3        | 2:15.4   | 太空穿梭         |
| 15/5/2021  | 日本       | 東京     | 草2400 |      | 綠風錦標     | 57   | 大野拓彌   | 11   | 11   | 3        | 2:24.2   | 鐵甲巴魯         |
| 12/6/2021  | 日本       | 東京     | 草2400 |      | 六月錦標     | 56   | 李慕華     | 11   | 11   | 1        | 2:24.6   | （深受期待）     |
| 17/10/2021 | 日本       | 東京     | 草2000 | L    | 十月錦標     | 56   | 石橋脩     | 6    | 18   | 6        | 2:00.6   | 本初之海         |
| 4/12/2021  | 日本       | 中山     | 草3600 | GII  | 長途馬錦標   | 56   | 内田博幸   | 13   | 13   | 3        | 3:47.9   | 神聖之力         |
| 5/1/2022   | 日本       | 中京     | 草3000 | OP   | 萬葉錦標     | 55   | 川田將雅   | 12   | 13   | 3        | 3:04.5   | Machaon d'Or     |
| 20/3/2022  | 日本       | 阪神     | 草3000 | GII  | 阪神大賞典   | 56   | 川田將雅   | 3    | 13   | 3        | 3:05.4   | 緣厚情摯         |
| 1/5/2022   | 日本       | 阪神     | 草3200 | GI   | 春季天皇賞   | 58   | 川田將雅   | 17   | 18   | 比賽中止 | 比賽中止 | 領銜             |
| 3/12/2022  | 日本       | 中山     | 草3600 | GII  | 長途馬錦標   | 56   | 連達文     | 7    | 14   | 1        | 3:46.3   | （金飛羽）       |
| 25/2/2023  | 沙特阿拉伯 | 安都拉茲 | 草3000 | GIII | 紅海草地讓賽 | 56.6 | 連達文     | 7    | 13   | 1        | 3:06.46  | （強敵）         |
| 30/4/2023  | 日本       | 京都     | 草3200 | GI   | 春季天皇賞   | 58   | 連達文     | 16   | 17   | 3        | 3:16.7   | 駿天宮           |
| 17/3/2024  | 日本       | 阪神     | 草3000 | GII  | 阪神大賞典   | 57   | 武豐       | 13   | 15   | 11       | 3:09.0   | 帝王級           |
| 28/4/2024  | 日本       | 京都     | 草3200 | GI   | 春季天皇賞   | 58   | 杜滿萊     | 9    | 17   | 16       | 3:20.0   | 帝王級           |

## 退役後
退役後，銀音速並被入種，而是於北海道千歲市社台牧場休養，於2024年作為乘騎馬使用。

## 血統簡介
父系黃金巨匠爲日本賽駒，生涯戰績彪炳，爲日本賽馬史上第七匹三冠馬，曾贏得六項一級賽並做出連續兩年於凱旋門大賽跑獲亞軍的佳績。祖父黃金旅程亦爲日本賽駒，生涯戰績不俗，曾勝出香港瓶，退役後配種成績亦非常優秀。
母系空中北國爲日本賽駒，生涯戰績不俗，曾勝出二級賽阪神牝馬錦標及於法國一級賽紀爾斯大賽獲得亞軍。外祖父爲愛爾蘭生產的意大利賽駒東來兵，曾勝出凱旋門大賽，退役後於日本配種，和週日寧靜及百仁時間被一同稱爲改變日本賽馬的三匹種馬。

### 血統表
| 父線：週日寧靜系（Halo系）                 |                             |               |                   |
| 種馬 黃金巨匠 2008年（栗色）               | 黃金旅程 1994年（深棗色）   | 週日寧靜      | Halo              |
| 種馬 黃金巨匠 2008年（栗色）               | 黃金旅程 1994年（深棗色）   | 週日寧靜      | Wishing Well      |
| 種馬 黃金巨匠 2008年（栗色）               | 黃金旅程 1994年（深棗色）   | Golden Sash   | Dictus            |
| 種馬 黃金巨匠 2008年（栗色）               | 黃金旅程 1994年（深棗色）   | Golden Sash   | Dyna Sash         |
| 種馬 黃金巨匠 2008年（栗色）               | Oriental Art 1997年（栗色） | 目白麥昆      | Mejiro Titan      |
| 種馬 黃金巨匠 2008年（栗色）               | Oriental Art 1997年（栗色） | 目白麥昆      | Mejiro Aurora     |
| 種馬 黃金巨匠 2008年（栗色）               | Oriental Art 1997年（栗色） | Electro Art   | 北方風味          |
| 種馬 黃金巨匠 2008年（栗色）               | Oriental Art 1997年（栗色） | Electro Art   | Grandma Stevens   |
| 繁殖雌馬 空中北國 1997年（灰色）           | 東來兵 1983年（棗色）       | Kampala       | Kalamoun          |
| 繁殖雌馬 空中北國 1997年（灰色）           | 東來兵 1983年（棗色）       | Kampala       | State Pension     |
| 繁殖雌馬 空中北國 1997年（灰色）           | 東來兵 1983年（棗色）       | Severn Bridge | Hornbeam          |
| 繁殖雌馬 空中北國 1997年（灰色）           | 東來兵 1983年（棗色）       | Severn Bridge | Priddy Fair       |
| 繁殖雌馬 空中北國 1997年（灰色）           | 滑雪天堂 1990年（灰色）     | 利法爾        | 北地舞人          |
| 繁殖雌馬 空中北國 1997年（灰色）           | 滑雪天堂 1990年（灰色）     | 利法爾        | Gooded            |
| 繁殖雌馬 空中北國 1997年（灰色）           | 滑雪天堂 1990年（灰色）     | Ski Goggle    | Royal Ski         |
| 繁殖雌馬 空中北國 1997年（灰色）           | 滑雪天堂 1990年（灰色）     | Ski Goggle    | Mississippi Siren |
| 雌系：號族：3-l                            |                             |               |                   |
| 五代內近親交配：北方風味 5×4、北地舞人 5×4 |                             |               |                   |

## 命名由來
名字Silver Sonic（シルヴァーソニック）意思為「銀音速」，聯想自本馬的灰毛。

## 外部連結
- 銀音速 netkeiba.com （页面存档备份，存于）
- 血統表 （页面存档备份，存于）